# Macochi Pitentzin
«Macochi Pitentzin», «Ma Cochi Pitentzin» o «Makochi Pitentsin» (del náhuatl cochi, «duerme» y pitentzin, «pequeño»)  es una canción de cuna en lengua náhuatl típica del estado de Guerrero.

## Descripción
Makochi Pintentsin es una canción de arrullo conocida por las comunidades nahuas de Guerrero y que, según Arnulfo Gregorio Ramírez, solía cantarse en el pueblo de Xalitla. La canción posee una variedad de versos, los cuales originalmente eran completamente en náhuatl pero se fueron adaptando y combinando con el español.
Algunas canciones de arrulo, como Xiquiyehua in xochitl y Ma cochi pitentzin, fueron grabadas por Raúl Helmer.

## Letra
La letra ha sido transcrita en el disco 'In Xóchitl in Cuícatl : cantos de la tradición Náhuatl de Morelos y Guerrero', por el Instituto Nacional de Antropología e Historia. Aquí un fragmento en náhuatl y español: 

Makochi pitentsin manokoxteka pitelontzin makochi kochi noxokoyo manokoxteka noxokoyotzin manokoxteka nopitelontsin makochi kochi pitentsin
Que duerma mi niño,
que no despierte mi pequeñito,
mi niño, niño, mi niñito.
Que no despierte mi pequeñito,
que no despierte del dulce sueño
mi niño, niño, mi niñito.
Anónimo

## Grabaciones
En 1980, el Instituto Nacional de Antropología e Historia editó un disco titulado 'In Xóchitl in Cuícatl: cantos de la tradición Náhuatl de Morelos y Guerrero' (reeditado en 2002), que incluía canciones en náhuatl grabadas entre 1962 y 1968. La primera canción de esta grabación corresponde a Makochi pitentsin (Ameyaltepec, Guerrero).
En 2005, un grupo de mujeres denominado Yolotli Coro de los Pueblos Indígenas de México, realizó una grabación de Ma Cochi Pitentzin para el libro y disco El cancionero de Yolotli, coeditado por el Instituto Nacional de Lenguas Indígenas y Editorial ComunArte.
En 2013, la cantante Jaramar Soto incluyó una versión de Makochi Pitensin en su disco 'Rosa de los vientos'.